# Товсто
Товсто (словен. Tovsto) — поселення в общині Лашко, Савинський регіон, Словенія. Висота над рівнем моря: 322,8 м.